# ارينب (الملاح)

تعديل مصدري - تعديل

ارينب هي إحدى قرى عزلة الملاح بمديرية الملاح التابعة لمحافظة لحج، بلغ تعداد سكانها 521 نسمة حسب تعداد اليمن لعام 2004.